# J・J・ワット
ジャスティン・ジェームズ・ワット（Justin James Watt , 1989年3月22日 - ）は、アメリカ合衆国ウィスコンシン州ピウォーキー出身の元プロアメリカンフットボール選手。NFLのヒューストン・テキサンズなどで活躍した。ポジションはディフェンシブエンド。2人の弟デレク・ワット、T・J・ワットもNFL選手。

## 経歴
ウィスコンシン州ウォキショーで、消防士の父と会社員の母の元、3兄弟の長男として生まれる。4歳から13歳までアイスホッケーをプレーしていた。

### プロ入り後
大学4年生を経ずに2011年のNFLドラフトに参加した。その年のNFLスカウティングコンバインでは40ヤードダッシュを除いてすべてのカテゴリにおいてトップクラスの成績を残した。2011年4月28日に行われたNFLドラフトにて、ヒューストン・テキサンズから全体11位の指名を受け、1巡指名で最初に指名を受けた守備選手となった。テキサンズは2011年7月31日に1124万ドルで契約した。

### ヒューストン・テキサンズ
2011年シーズンは16試合に先発出場。デビュー戦となったインディアナポリス・コルツとの開幕戦では5つのタックルとファンブルリカバリーを記録した。11月27日のジャクソンビル・ジャガーズとの試合でははじめて複数のサックを記録し、20-13の勝利に貢献した。このシーズンでは、48個のソロタックル、8個のアシストタックル、5.5個のサックを記録した。テキサンズは2002年のチーム創設以来初めてプレーオフに進出した。
プレーオフでは、シンシナティ・ベンガルズ、ボルチモア・レイブンズと対戦し、2試合で11個のソロタックル、3個のアシストタックル、1個のインターセプトリターンタッチダウン、1個のパスディフェンス、3.5個のサックを記録している。この年、チームにおける最優秀選手のほか、USA Today All-Joe Team、Pro-Football Weekly/PWFA All-Rookie Teamに輝いている。
2012年シーズンはNFL史上最高の守備選手のシーズンの一つとなった。69個のソロタックル、12個のアシストタックル、20.5個のサック、16個のパスディフェンス、4個のファンブルフォース、2個のファンブルリカバリーを記録した。9月と12月には月間守備部門MVPに輝いた。11月22日に行われたデトロイト・ライオンズとの試合では、3個のサックを記録し、年間14.5個となりそれまでマリオ・ウィリアムズが保持していたテキサンズのチーム記録を更新した。12月16日に行われたインディアナポリス・コルツとの試合においては3個のサックと10個のタックルを記録して29-17での勝利に貢献した。このシーズン、テキサンズは再びプレーオフに進出し、ワットは2試合で6個のソロタックル、3個のアシストタックル、2個のパスディフェンス、2個のサックを記録した。

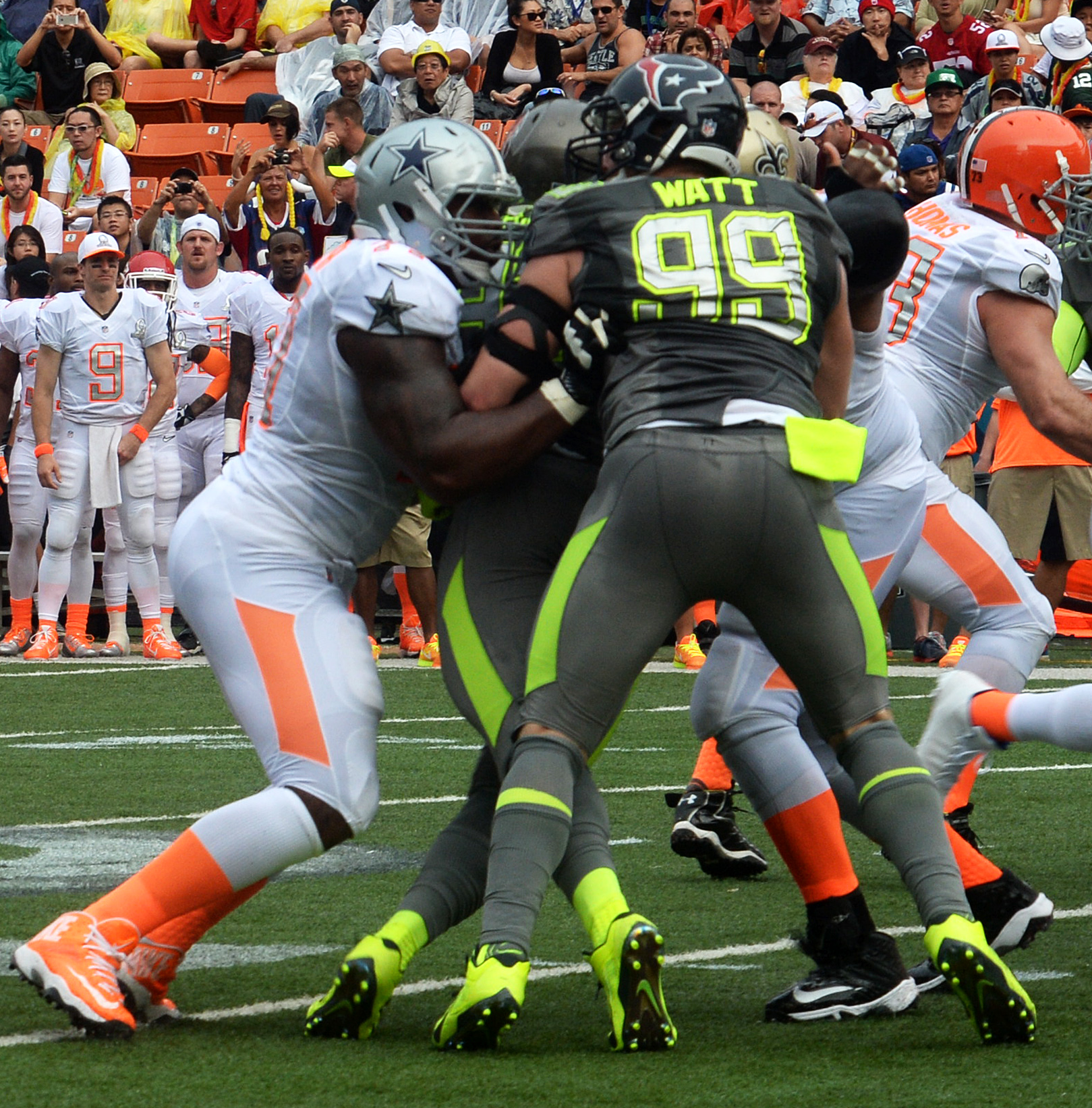
2013年シーズンのプロボウルに出場するワット

2013年シーズン、第7週から第12週まで6試合連続でサックを挙げた。シーズンを通して65回のタックル、7回のパスディフェンス、10.5サック、4回のファンブルフォース、2回のリカバーをあげる活躍を見せたが、チームはわずか2勝しか出来なかった。またこの年はプロボウルに選出された。

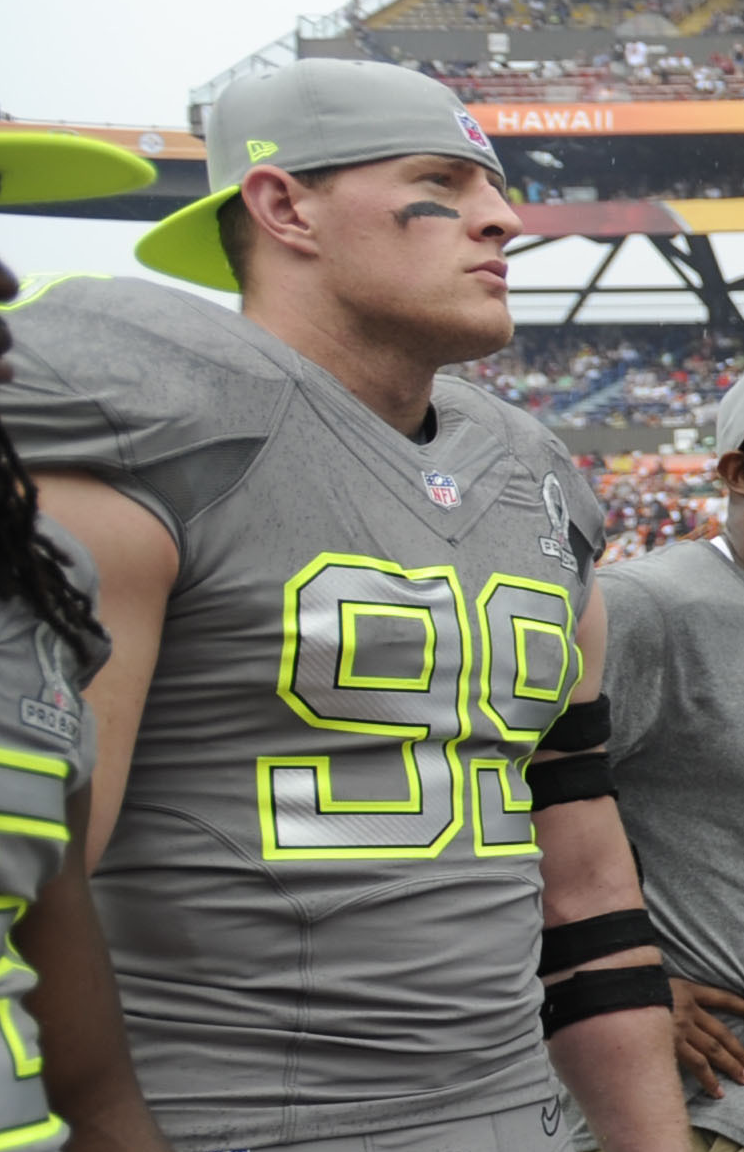
2014年シーズンのプロボウルに出場するワット

2014年シーズン前に6年1億ドルで契約を延長した。この契約によりQB以外の選手では最も高給の選手となった。
9月14日のオークランド・レイダース戦ではタイトエンドとしてタッチダウンレシーブを挙げた。9月28日のバッファロー・ビルズではE・J・マニュエルのパスをインターセプトし、80ヤードのリターンタッチダウンを挙げた。
10月9日インディアナポリス・コルツ戦では相手QBアンドリュー・ラックのファンブルしたボールを拾い、45ヤードのリターンタッチダウンを挙げた。
11月16日のクリーブランド・ブラウンズ戦ではライアン・マレットのパスをレシーブし、今シーズン4回目のタッチダウンをマークした他、4回のソロタックル、サック、ファンブルフォース、ファンブルリカバーを記録した。
11月30日のテネシー・タイタンズ戦でもライアン・フィッツパトリックのパスをレシーブ、タッチダウンを挙げディフェンシブラインマンとしては異例のシーズン5回目のタッチダウンを記録した。
このシーズン、ディフェンシブエンドとしてオールプロに選出され、プロボウルにも選出された。またプロボウルではディフェンスMVPを獲得した。
2015年もレギュラーシーズンの全試合に出場し、リーグトップとなる17.5サックを記録しこの年のプロボウルにも選出された。
2016年は手術の影響もあり3試合の出場に留まり、翌2017年も脛骨の骨折の影響により5試合のみの出場となった。また2017年はハリケーン・ハービーによりヒューストンは大きな被害を受けたが、ワットは3700万ドルもの寄付を集め、被災者に支援物資を供給した。この活動により、ウォルター・ペイトン賞、スポーツ・イラストレイテッド誌によるスポーツパーソン・オブ・ザ・イヤー、タイム誌の選ぶ最も影響力のある100人に選出されるなどの表彰を受けた。
2018年は開幕戦から出場など3年ぶりに16試合出場を果たし、アーロン・ドナルドに次ぐ16サックを記録し通算5回目のオールプロに選出された。
2019年は第8週のオークランド・レイダース戦で胸筋を断裂し、レギュラーシーズンでの復帰は出来なかったが、ポストシーズンのバッファロー・ビルズとのワイルドカードゲームに出場し、相手QBのジョシュ・アレンをサックし、チームの勝利に貢献した。
2020年シーズン、第9週のジャクソンビル・ジャガーズ戦でジェイク・ルートン相手に通算100回目のQBサックを記録した。また、第12週のデトロイト・ライオンズ戦ではマシュー・スタッフォードの投じたパスをインターセプトし、2014年以来となるタッチダウンを挙げた。
2021年2月にテキサンズと双方合意の上退団した。

### アリゾナ・カージナルス
2021年3月、ワットはアリゾナ・カージナルスと2年契約を締結した。ワットがテキサンズ所属時に着けていた背番号「99」は、カージナルスでは永久欠番となっていたが、この永久欠番を保持するマーシャル・ゴールドバーグの遺族に許可を得て、カージナルスでも背番号「99」を着用することとなった。
このシーズンは開幕から7試合連続で先発出場していたが、第7週の古巣・テキサンズ戦で肩を負傷し、手術を受けた。この手術により長期離脱が見込まれシーズンエンドになると目されていたが、驚異的な回復をみせプレーオフ1回戦であるロサンゼルス・ラムズとのワイルドカードゲームで復帰を果たした。
2022年12月27日、このシーズン限りで現役から引退することを表明した。現役最終戦となったサンフランシスコ・フォーティナイナーズ戦では相手QBブロック・パーディを2回サックし、有終の美を飾った。

## 詳細情報

### 年度別成績

#### レギュラーシーズン
| 年度      | チーム    | 背 番 号  | 試合 | 試合 | タックル | タックル | タックル | タックル | タックル    | インターセプト     | インターセプト | インターセプト  | インターセプト       | インターセプト | インターセプト | ファンブル | ファンブル |
| 年度      | チーム    | 背 番 号  | 出場 | 先発 | 合計     | ソロ     | アシスト | サック   | セーフ ティ | パス ディフ ェンス | Int            | リターン ヤード | 平均 リターン ヤード | 最長 リターン  | TD             | フォ ース  | リカ バー  |
| --------- | --------- | --------- | ---- | ---- | -------- | -------- | -------- | -------- | ----------- | ------------------ | -------------- | --------------- | -------------------- | -------------- | -------------- | ---------- | ---------- |
| 2011      | HOU       | 99        | 16   | 16   | 56       | 48       | 8        | 5.5      | 0           | 4                  | 0              | 0               | 0.0                  | 0              | 0              | 0          | 2          |
| 2012      | HOU       | 99        | 16   | 16   | 81       | 69       | 12       | 20.5     | 0           | 16                 | 0              | 0               | 0.0                  | 0              | 0              | 4          | 2          |
| 2013      | HOU       | 99        | 16   | 16   | 80       | 65       | 15       | 10.5     | 0           | 7                  | 0              | 0               | 0.0                  | 0              | 0              | 4          | 2          |
| 2014      | HOU       | 99        | 16   | 16   | 78       | 59       | 19       | 20.5     | 1           | 10                 | 1              | 80              | 80.0                 | 80T            | 1              | 4          | 5          |
| 2015      | HOU       | 99        | 16   | 16   | 76       | 57       | 19       | 17.5     | 0           | 8                  | 0              | 0               | 0.0                  | 0              | 0              | 3          | 1          |
| 2016      | HOU       | 99        | 3    | 3    | 8        | 1        | 7        | 1.5      | 0           | 0                  | 0              | 0               | 0.0                  | 0              | 0              | 0          | 1          |
| 2017      | HOU       | 99        | 5    | 5    | 15       | 11       | 4        | 0.0      | 0           | 2                  | 0              | 0               | 0.0                  | 0              | 0              | 0          | 0          |
| 2018      | HOU       | 99        | 16   | 16   | 61       | 47       | 14       | 16.0     | 0           | 4                  | 0              | 0               | 0.0                  | 0              | 0              | 7          | 0          |
| 2019      | HOU       | 99        | 8    | 8    | 24       | 15       | 9        | 4.0      | 0           | 3                  | 0              | 0               | 0.0                  | 0              | 0              | 1          | 2          |
| 2020      | HOU       | 99        | 16   | 16   | 52       | 36       | 16       | 5.0      | 0           | 7                  | 1              | 19              | 19.0                 | 19T            | 1              | 2          | 1          |
| 2021      | ARI       | 99        | 7    | 7    | 16       | 10       | 6        | 1.0      | 0           | 2                  | 0              | 0               | 0.0                  | 0              | 0              | 1          | 0          |
| 2022      | ARI       | 99        | 16   | 16   | 39       | 30       | 9        | 12.5     | 0           | 7                  | 0              | 0               | 0.0                  | 0              | 0              | 1          | 1          |
| NFL：11年 | NFL：11年 | NFL：11年 | 151  | 151  | 586      | 448      | 138      | 114.5    | 1           | 70                 | 2              | 99              | 49.5                 | 80T            | 2              | 27         | 17         |

- 太字は自身最高記録
- ■は最優秀守備選手賞受賞年
- ■は各年度のリーグ最高記録

### ポストシーズン
| 年度 | チーム | 試合 | 試合 | タックル | タックル | タックル | タックル | タックル    | インターセプト     | インターセプト | インターセプト  | インターセプト       | インターセプト | インターセプト | ファンブル | ファンブル |
| 年度 | チーム | 出場 | 先発 | 合計     | ソロ     | アシスト | サック   | セーフ ティ | パス ディフ ェンス | Int            | リターン ヤード | 平均 リターン ヤード | 最長 リターン  | TD             | フォ ース  | リカ バー  |
| ---- | ------ | ---- | ---- | -------- | -------- | -------- | -------- | ----------- | ------------------ | -------------- | --------------- | -------------------- | -------------- | -------------- | ---------- | ---------- |
| 2011 | HOU    | 2    | 2    | 14       | 11       | 3        | 3.5      | 0           | 1                  | 1              | 29              | 29.0                 | 29T            | 1              | 0          | 0          |
| 2012 | HOU    | 2    | 2    | 9        | 6        | 3        | 1.5      | 0           | 2                  | 0              | 0               | 0.0                  | 0              | 0              | 0          | 0          |
| 2015 | HOU    | 1    | 1    | 1        | 0        | 1        | 0.0      | 0           | 0                  | 0              | 0               | 0.0                  | 0              | 0              | 0          | 0          |
| 2018 | HOU    | 1    | 1    | 2        | 2        | 0        | 0.0      | 0           | 2                  | 0              | 0               | 0.0                  | 0              | 0              | 0          | 0          |
| 2019 | HOU    | 2    | 2    | 2        | 1        | 1        | 1.0      | 0           | 1                  | 0              | 0               | 0.0                  | 0              | 0              | 0          | 0          |
| 2021 | ARI    | 1    | 0    | 3        | 1        | 2        | 0.0      | 0           | 0                  | 0              | 0               | 0.0                  | 0              | 0              | 0          | 0          |
| 計   | 計     | 9    | 8    | 31       | 21       | 10       | 6.0      | 0           | 6                  | 1              | 29              | 29.0                 | 29T            | 1              | 0          | 0          |

## 人物

### 身体能力
NFL選手の中でも上位の身体能力を持っており、スクワット317.5㎏以上（＋700lb）、ベンチプレス102㎏を34回、197㎝132㎏の体格でボックスジャンプ155㎝（61インチ）を記録、453.6㎏（1000lb）のタイヤを30回連続でひっくり返す事が可能。

### 運動神経
筋力や体格に見合わぬ跳躍力に加えて、運動神経も持ち合わせており、アイスホッケーでは経験者故に華麗な動きを母校ウィスコンシン大学などで披露し、ヒューストン・アストロズの試合に訪れた際にバッティング練習でホームランを打っている。